# ゴッド・アーミー/復讐の天使
『ゴッド・アーミー/復讐の天使』（ - ふくしゅうのてんし、原題：The Prophecy II）は、グレッグ・スペンス監督のオカルト・ホラー映画。1998年公開。前作とは違いビデオ映画であり、日本でもビデオ販売のみ。

## 概要
ゴッド・アーミー2作目。ただしゴッド・アーミーの続編というよりは全米公開版の「PROPHECY」の続編と言える。監督はグレゴリー・ワイデンからグレッグ・スペンスに変更された（ワイデン自身は原案者であり製作総指揮にも名を載せている）。
前作に引き続き悪の天使ガブリエルをクリストファー・ウォーケンが演じている。ガブリエル以外に引き続き登場する人物はトーマスとルシファーそしてヨゼフがいるが、ヨゼフ以外は俳優が前作と違っており出番も少ない（ルシファーに至ってはほんの数秒である）。
新しいキャラクターには「フラッシュダンス」のジェニファー・ビールスやブリタニー・マーフィ、
エリック・ロバーツといった俳優が出演している。
今回も"天使座り"は健在している。

## ストーリー
人間を愛する神に嫉妬した天使が引き起こした第2次天国戦争。その戦争を終わらせた人間トーマス・ダゲットは今もなお天使の影に怯え、今は刑事をやめ修道院に暮らしていた。
ある晴れた日、ヴァレリー・ロザレスの乗った車に男が落ちてきた。状況もわからないまま彼女は彼を病院まで付き添っていく。彼は即手術室に運ばれることとなった。心配するヴァレリー、そんな彼女の手に落ちてきた男がそっと手を差し伸べ、「心配は要らない」と囁く。その言葉の通り彼はほとんど無傷だった。彼は彼女に「ダニュエル」という名だと伝える。彼女は彼の看護を手伝うことにした。
ある晩、修道院のトーマスの部屋から叫び声が聞こえてきた。心配した司教は部屋に入ると目を疑った。部屋には聖書の各ページがいくつも貼られ、いくつもの十字架やろうそくが立てられていた。その中にトーマスが倒れていた。「彼が戻ってくる…」。その頃一人の黒いコートを着た男が地面にキスをあてた。「ガブリエルよ蘇れ。お前達の戦争に地獄を巻き込むな」。そう言って男はその場を立ち去る。その瞬間地面は引き裂かれ一人の裸の男が現れる。死の天使ガブリエルが地獄から蘇った瞬間であった。

## キャスト
- ガブリエル：クリストファー・ウォーケン(水野龍司)
- ヴァレリア：ジェニファー・ビールス(水谷優子)
- ダニュエル：ラッセル・ウォン(神奈延年)
- リジー：ブリタニー・マーフィ(荒木香恵)
- マイケル：エリック・ロバーツ(山路和弘)
- サマエル：グレン・ダンツィグ(仲野裕)
- コーナー：イーサン・エンブリー
- トーマス・ダゲット：ブルース・アボット(小形満)

- 日本語吹き替えは東映ビデオから発売されたVHSに収録されている

## サウンドトラック
（日本では輸入盤のみ）
- タイトル ： 「The Prophecy II」
- 作曲者 ： David Williams
- レーベル ： Perseverance
- 発売日 ： 2006年9月19日
- 曲数 ： 20曲